# Bertiera bicarpellata
Bertiera bicarpellata är en måreväxtart som först beskrevs av Karl Moritz Schumann, och fick sitt nu gällande namn av Nicolas Hallé. Bertiera bicarpellata ingår i släktet Bertiera och familjen måreväxter. Inga underarter finns listade i Catalogue of Life.